# Bibliometro
BiblioMetro é um programa do Serviço Nacional do Património Cultural de Chile criado mediante uma aliança cultural entre o Metro de Santiago com a Direcção de Bibliotecas, Arquivos e Museus (DIBAM). Foi fundada em 1995.

## História
em 26 de junho de 1996, começou a funcionar BiblioMetro, cujas primeiras três sucursale se encontraram nas estações Cal e Canto de Linha 2, Os Heróis de Linha 1 e Tobalaba Linha 1. A cada sucursal contava com 532 títulos e 1.596 volumes em 1996.
No 2019 o programa estendeu-se para o Metro Valparaíso na cidade de mesmo nome como parte de um convênio de colaboração entre o Serviço Nacional do Património Cultural e Merval.
Este projecto tem sido emulado com sucesso em outros países como em Espanha na rede do Metro de Madri e Metrovalencia, é Colômbiana do Metro de Medellín.
No 2023, a rede conta com mais de 30 sucursais de atenção presencial, além de 3 módulos de autoatención mais uma carroça de comboio acondicionado como Biblioteca Pública localizado a um custado da Biblioteca Nacional de Chile.